# Blackburneus biroi
Blackburneus biroi är en skalbaggsart som beskrevs av S. Endrödi 1956. Blackburneus biroi ingår i släktet Blackburneus och familjen Aphodiidae. Inga underarter finns listade.